# You've Always Been Here
Albums de The Jaded Hearts Club
Live at the 100 Club
(2020)
Singles
1. Nobody But Me
Sortie : 2 mars 2020
2. This Love Starved Heart of Mine (It's Killing Me)
Sortie : 20 avril 2020
3. We’ll Meet Again/Reach Out I'll Be There
Sortie : 31 juillet 2020

You've Always Been Here est le premier album studio du supergroupe britannique The Jaded Hearts Club, paru le 2 octobre 2020[réf. souhaitée] sous le label Helium-3. Il s'agit du deuxième album du groupe après Live at the 100 Club, paru en janvier de la même année. Il s'agit d'un album de reprises de soul des années 1960. Il est enregistré entre 2019 et 2020 à Los Angeles.

## Développement
En avril et mai 2020, lors du confinement de coronavirus, le groupe sort les deux premiers singles, Nobody but Me, reprise du groupe américain The Isley Brothers de 1963 puis This Love Starved Heart Of Mine (It’s Killing Me), une version perdue de 1967 de Marvin Gaye.
Le titre, la pochette et la date de sortie sont dévoilés le 31 juillet 2020 sur les réseaux sociaux. L'album est produit par le leader de Muse, Matt Bellamy et son label Helium-3[réf. souhaitée]. Il se compose de 11 morceaux minutieusement sélectionnés parmi des centaines de rares morceaux de soul par Matthew Bellamy. Ce dernier déclare ceci dans le magazine NME, : « J’ai récemment lu, et ça m’a fait rire, que le rock était le nouveau jazz. Ça devient un genre ésotérique, mais toujours avec un important impact historique et culturel. Comme le jazz, qui réinvente souvent de vieilles chansons, The Jaded Hearts Club entretient la tradition de groupes comme The Beatles et The Rolling Stones qui ont pris de grands standards de blues et de soul pour les réenregistrer dans un style plus moderne. ».
Le 31 juillet, sort le troisième single issu de l’album. Il s’agit d’un double single composé des deux premiers morceaux de l’album qui s’enchaînent, We'll Meet Again / Reach Out I'll Be There.

## L'album
L'album regroupe 11 morceaux de reprises des classiques de soul des années 1960. Matthew Bellamy prête sa voix à deux morceaux, Nic Cester sur cinq morceaux et Miles Kane sur quatre. 
L'album s'ouvre sur un morceau en deux volets, We'll Meet Again / Reach Out I'll Be There. We'll Meet Again est un extrait de la version de Vera Lynn et interprétée par Matthew Bellamy puis Reach Out I'll Be There par Nic Cester, une reprise du groupe américain The Four Tops de 1967. Le titre a été choisi par le groupe lors du confinement, au printemps 2020 et enregistré par chacun des membres du groupe au quatre coin du monde, où chaque membre était confiné. Le titre suivant, Have Love, Will Travel, interprété par Miles Kane cette fois-ci est une réinterprétation de la chanson du chanteur américain Richard Berry en 1959, reprise également par The Sonics. This Love Starver Hearts Of Mine (It's Killing Me), avec Nic Cester au chant est une reprise d'un morceau inédit de Marvin Gaye sur une compilation de raretés et d'inédites parue en 1994. Nobody But Me, ensuite, interprété au chant par Miles Kane est une reprise du groupe américain The Isley Brothers de 1963. Les deux titres suivants sont interprétés par Nic Cester ; Long and Lonesome Road, une compistion parue en 1969 du groupe néerlandais Shocking Blue et le célèbre morceau I Put A Spell On You de Screamin' Jay Hawkins en 1959. Money (That's What I Want), 1959 encore, du chanteur Barrett Strong est interprétée par Miles Kane. Why When the Love Is Gone est une seconde reprise The Isley Brothers, chantée par Nic Cester. Love's Gone Bad est un titre de 1967 du groupe The Underdogs, il est interprété par Miles Kane. Enfin, l'album se clôt par une version de Fever de Peggy Lee interprétée par Matthew Bellamy.

### L'artwork
La pochette de l'album est dévoilée le 31 juillet 2020. Elle représente un homme sur une échelle installant le nom du groupe et le titre de la l'album sur la façade d'un vieux club de musique des années 1960.

### Sonorités
Les morceaux sont issus de l'univers majoritairement soul et R&B des années 1950-1960 mais également de rock. Les versions retravaillées par le groupe, ici, sont des versions plus rock et modernisées, à l'image des artistes composant le supergroupe.

### Liste des pistes
| No  | Titre                                              | Durée |
| --- | -------------------------------------------------- | ----- |
| 1.  | We'll Meet Again                                   | 0:58  |
| 2.  | Reach Out I'll Be There                            | 3:06  |
| 3.  | Have Love, Will Travel                             | -     |
| 4.  | This Love Starved Hearts Of Mine (It's Killing Me) | 2:51  |
| 5.  | Nobody But Me                                      | 2:23  |
| 6.  | Long and Lonesome Road                             | -     |
| 7.  | I Put a Spell on You                               | -     |
| 8.  | Money (That's What I Want)                         | -     |
| 9.  | Why When the Love Is Gone                          | -     |
| 10. | Love's Gone Bad                                    | -     |
| 11. | Fever                                              | -     |

## Les vidéos
Un premier clip musical sort le 31 juillet 2020 avec l'annonce de la sortie de l'album. Il s'agit du morceau Reach Out I'll Be There, une vidéo en noir et blanc et en couleur mettant en scène le groupe jouant dans différents décors. Le clip ayant été tournée pendant le confinement, chaque membre a été filmé à l'endroit où il a été confiné. Au balcon d'une cour d'immeuble pour Nic Cester,  Matthew Bellamy joue de la basse dans une bouée licorne dans une piscine. Tandis que Dominic Howard, batteur du groupe Muse, joue de la batterie sur les hauteurs de Los Angeles.

## Composition du groupe

### Composition principale
- Matt Bellamy : basse, chœurs, production
- Graham Coxon : guitare, chœurs
- Miles Kane : chant
- Nic Cester : chant Sean Payne : batterie, chœurs
- Jamie Davis : guitare rythmique, chœurs

### Accompagnants
- Dominic Howard : accompagne le groupe à la batterie lors de concerts ou dans le clip de Reach Out I'll Be There.